# John Wiley Bryant
John Wiley Bryant (Lake Jackson, 22 febbraio 1947) è un politico statunitense, membro della Camera dei Rappresentanti per lo stato del Texas dal 1983 al 1997.

## Biografia
Nato a Lake Jackson, Bryant si laureò in giurisprudenza alla Southern Methodist University ed intraprese la professione di avvocato.
Entrato in politica con il Partito Democratico, tra il 1974 e il 1982 fu membro della Camera dei rappresentanti del Texas, la camera bassa della legislatura statale.
Nel 1982 fu eletto all'interno della Camera dei Rappresentanti nazionale. Bryant fu riconfermato deputato per altri sei mandati, finché nel 1996 decise di lasciare il seggio per candidarsi al Senato. La campagna elettorale non fu tuttavia proficua, in quanto Bryant venne sconfitto già nelle primarie e fu così costretto ad abbandonare il Congresso dopo quattordici anni di permanenza.